# إرنست شولتز
إرنست تشولتز (بالفرنسية: Ernest Schultz) (29 يناير 1931 في دالهوندين) لاعب كرة قدم فرنسي معتزل كان يجيد اللعب في مركز المهاجم . تم استدعائه للمشاركة مع منتخب فرنسا في بطولة كأس العالم لكرة القدم 1954 التي أقيمت في سويسرا لكنه لم يشارك في أي مباراة . شارك في المباراة الدولية الوحيدة في 28 سبتمبر 1961 حيث سجل فيها أيضا هدفه الوحيد .

## روابط خارجية
- إرنست شولتز على موقع الاتحاد الدولي (مؤرشف)  (الإنجليزية)
- إرنست شولتز على موقع قاعدة بيانات كرة القدم.إي يو (الإنجليزية)
- إرنست شولتز على موقع ناشيونال فوتبول تيمز (الإنجليزية)
- إرنست شولتز على موقع Soccerway.com (الإنجليزية)
- إرنست شولتز على موقع عالم كرة القدم.نت (الإنجليزية)